# Polyrhachis diotima
Polyrhachis diotima é uma espécie de formiga do gênero Polyrhachis, pertencente à subfamília Formicinae.